# Hosein Sobhani-Nia

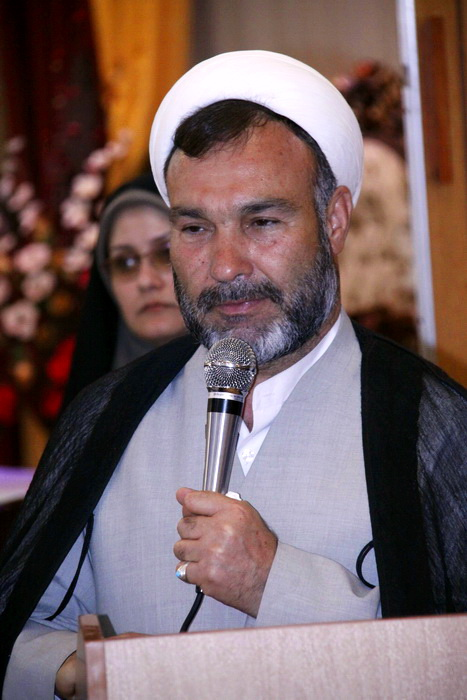
Hosein Sobhani-Nia

Hosein Sobhani-Nia (persisch حسین سبحانی نیا‎; * 1954 in Nischapur) ist ein iranischer Parlamentsabgeordneter der sechs Legislaturperioden a vier Jahren in die Madschles gewählt wurde. Er war Mitglied der Islamisch-Republikanischen Partei und Herausgeber von vier Publikationen im Ruhestand, der vom Oktober 1996 bis Januar 1998 Botschafter in Marokko war.

## Leben
Er studierte zwei Jahre an der Golshan Madrasas und Hawza in Nishapur.
Von 1969 bis 1975 war er in der Gegend von Alyma in Mashhad Schüler bei Mohammad Hadi Milani (1892 – 1975), einem der höchstrangigsten Ajatollahs.
Von 1975 bis 1978 wurde er Master der Politikwissenschaft an der Universität Teheran.
2000 schloss er ein Studium der Politikwissenschaft ab.
Seit 1991 folgt er der Schariaauslegung des Ali Chamene’i.
Nach der Islamischen Revolution von 1979 wurde er Mitglied der Islamisch-Republikanischen Partei und war in zwei Legislaturperioden Fraktionsvorsitzender dieser Partei sowie Vorsitzender des Außenpolitischen Ausschusses.

## Parlamentsabgeordneter
In der
- 2. Legislaturperiode: von 7. Juni 1984 bis 6. Juni 1988,
- 3. Legislaturperiode: von 7. Juni 1988 bis 6. Juni 1992 sowie der
- 4. Legislaturperiode: von 7. Juni 1992 – 6. Mai 1996 Vertreter für den Wahlkreis Neyshabur 1.

In der
- 7. Legislaturperiode: von 7. Juni 2004 – 6. Mai 2008,
- 8. Legislaturperiode: von 7. Juni 2008 – 6. Mai 2012 sowie der
- 9. Legislaturperiode: von 7. Juni 2012 – 6. Mai 2016 Vertreter für den Wahlkreis Neyshabur 2.

Er war Mitglied des Präsidiums des Madschles in der vierten siebten, achten und neunten Legislaturperiode.
In der siebten Legislaturperiode war er Mitglied Außenpolitischen Ausschusses.
In der neunten Legislaturperiode war er Mitglied des Innenausschusses.

## Diplomat
1981 leitete er die Fortbildung und den Prüfungsausschuss des Obersten Rates für den Wiederaufbau der Personalabteilung des iranischen Außenministeriums.
Von Oktober 1996 bis Januar 1998 war er Botschafter in Rabat. Als diplomatischer Quereinsteiger vertrat er eine Regierung, welche im Urteil des Berliner Kammergerichts vom 10. April 1997 zum Mykonos-Attentat des Staatsterrorismus überführt war bei Hassan II. dessen menschenverachtendes Wesen seit seiner Biografie Notre Ami le Roi bekannt ist.

## Söhne
Sein Sohn Morteza Sobhani Nia (* 1981) ist Berater des Innenministers und Berater des Staatssekretärs des Innenministeriums, Rechtsberater des Ministeriums für Kultur und Islamische Führung und Direktor des Instituts für Kultur und Entwicklung des Iran, Dozent
Ein weiterer Sohn von Hussein Sobhani Nia ist Arzt und dient in marginalisierten Gegenden im Süden des Irans, ein weiterer Sohn ist Schüler der Shahid Motahari High School.